# Ansitz Jöchlsthurn

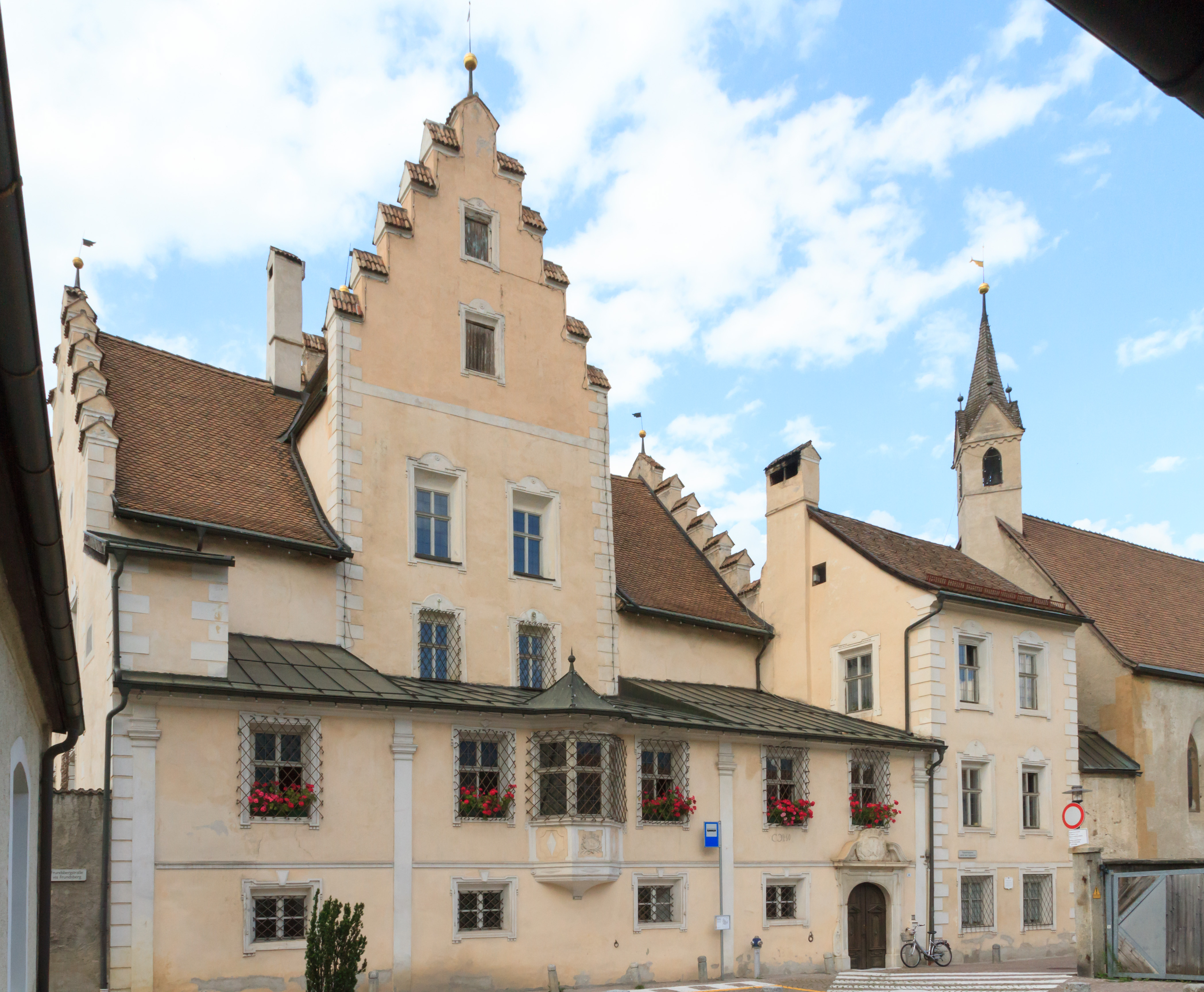
Ansitz Jöchlsthurn in Sterzing und rechts die Peter-und-Paul-Kapelle

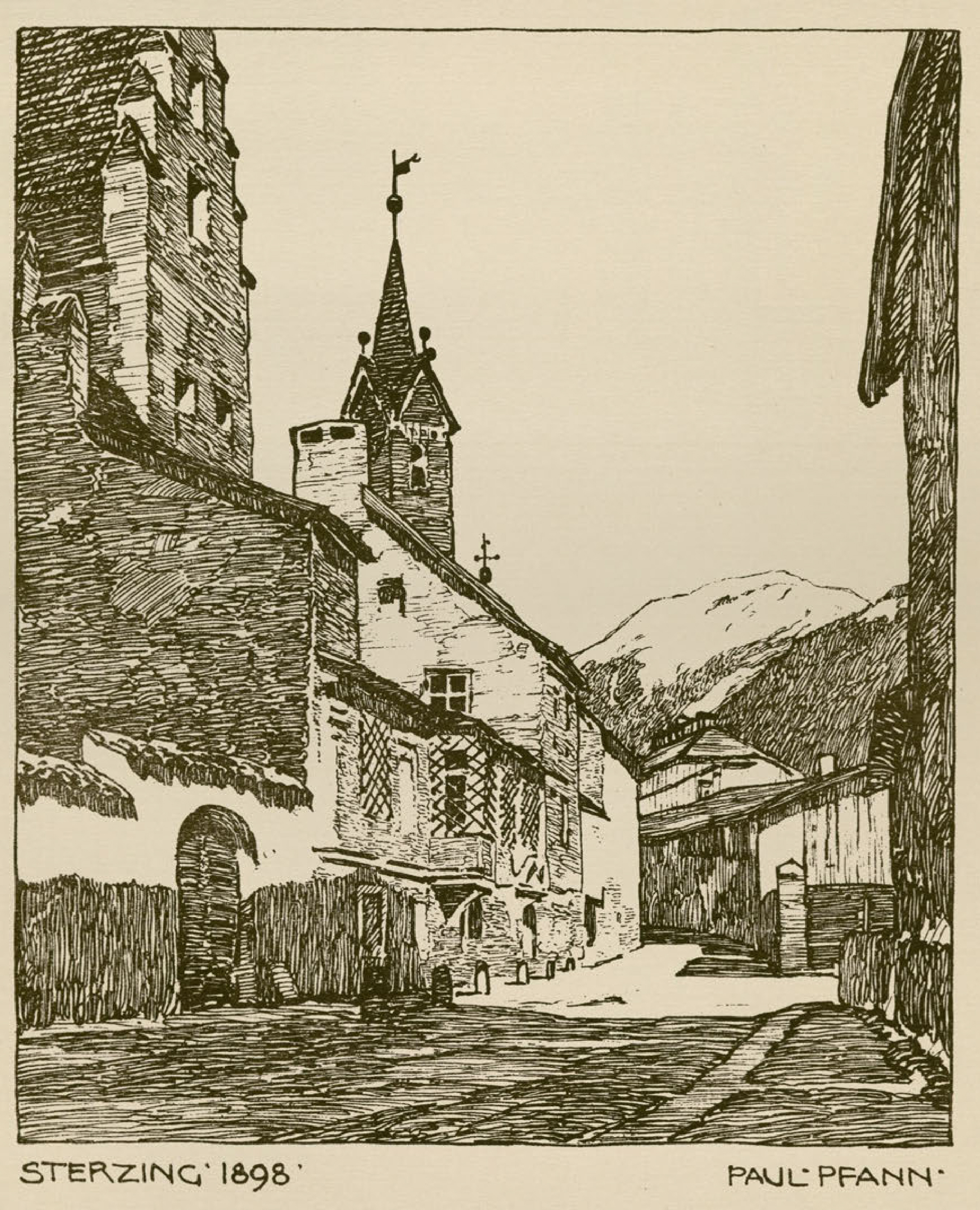
Zeichnung von 1898

Ansitz Jöchlsthurn ist ein Renaissance-Stadtpalais in der Gemeinde Sterzing in Südtirol. Aus einem mittelalterlichen Wohnturm unweit des Zwölferturms hervorgegangen und ab dem 15. Jahrhundert mehrfach umgebaut und erweitert, wurde es Ende des 18. Jahrhunderts zum Wohnsitz des aufgehobenen Konventes Sonnenburg und im 19. Jahrhundert Sitz des k. k. Bezirksgerichts. Ansitz Jöchlsthurn und die angrenzende Peter-und-Paul-Kapelle stehen unter Denkmalschutz.  

## Geschichte

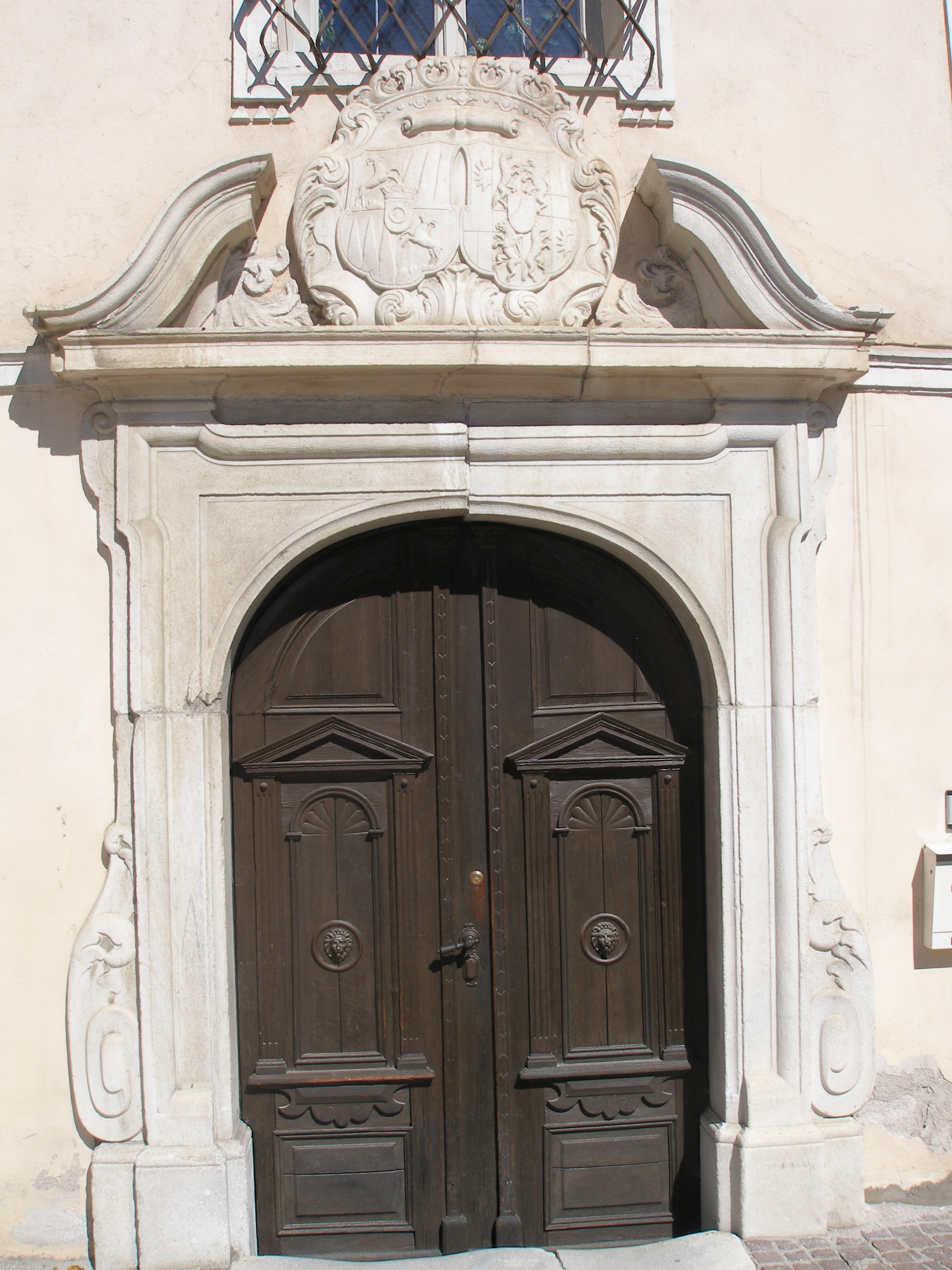
Barockes Portal mit dem Wappen der Enzenberg

Den im Kern mittelalterlichen Wohnturm ließ Anfang des 15. Jahrhunderts der reiche Tiroler Gewerke Hans Jöchl zu einem Renaissance-Stadtpalais umbauen. Dessen Familie stammte ursprünglich aus Stegen bei Bruneck und war früh durch den Bergbau am Schneeberg zu Reichtum und Ansehen gekommen, sowie infolge mit den angesehensten Tiroler Geschlechtern verschwägert. Seine Söhne Hans und Paul Jöchl stiften darauf auch die angrenzende Kapelle St. Peter und Paul, welche 1474 vollendet und 1744 renoviert wurde. 1497 gewährte Kaiser Maximilian I. darauf die Adelsfreiheit. Nachdem das Geschlecht um 1536 im Mannesstamm ausstarb, fiel Jöchlsthurn durch Heirat an die Schenk von Schenkenstein. Um 1618 verkaufte Uriel Schenk von Schenkenstein den Ansitz an den Hofrichter von Brixen, Jakob Söll von Aichberg. 1644 war der Eigentümer Georg von Enzenberg. Sein Sohn Franz wurde am 14. Juli 1671 mit dem Prädikat von Enzenberg zum Freyen- und Jöchelsthurm in den Reichsfreiherrenstand erhoben. Möglicherweise auf Initiative der Stiftssekretärin Scholastika Freiin von Enzenberg übersiedelten 1785, nach der Auflösung des Klosters Sonnenburg, die Äbtissin Maria Getrud Lachmüller Freiin von Rohrbiss († 1796 in Jöchlsthurn) mit vier Chorfrauen und neun Laienschwestern in die Räume des Jöchlsturn, wo sie in klösterlicher Gemeinschaft lebten. Zeitweise war dort im 19. Jahrhundert ein Gefängnis und das k. k. Bezirksgericht untergebracht, sowie Ende des 19. Jahrhunderts im zweiten Stockwerk die Kanzlei des k. k. Steueramtes. Am 12. Mai 1986 erfolgte die Aufnahme in die staatliche Denkmalliste von Seiten des Südtiroler Landesdenkmalamtes. 2023 erwarb die Unternehmensgruppe HTI, zu der das in Sterzing ansässige Seilbahnunternehmen Leitner AG gehört, Ansitz Jöchlsthurn samt Garten und Kapelle von Michael Graf Goëss-Enzenberg.

### Peter-und-Paul-Kapelle
Die Brüder Hans und Paul Jöchl stifteten die laut der Jahreszahl am Triumphbogen 1474 vollendete Kapelle. Die Familie gründete darauf auch ein Benefizium und erhielt damit das Recht, den eigenen Kaplan selbst zu ernennen. Das Mittelstück des spätgotischen Flügelaltars, die Apostel Peter und Paul darstellend, schuf 1485 der Südtiroler Maler Friedrich Pacher. Das Gotteshaus fiel nach dem Aussterben der Jöchl an das städtische Hofgericht, wobei die Jöchl´schen Erben die Empore vorbehalten war, die mit einem gesonderten Zugang mit dem Ansitz Jöchlsthurn verbunden war. 1744 erfolgte eine Renovierung. 1787 kauften die Hausherren Enzenberg zum Freyen- und Jöchelsthurm die Kapelle zurück.